# Мохнюк Василь Юстимович
Василь Устимович Мохнюк (1895, Любомль — 1941, Луцька в'язниця) — український політичний діяч.

## Життєпис

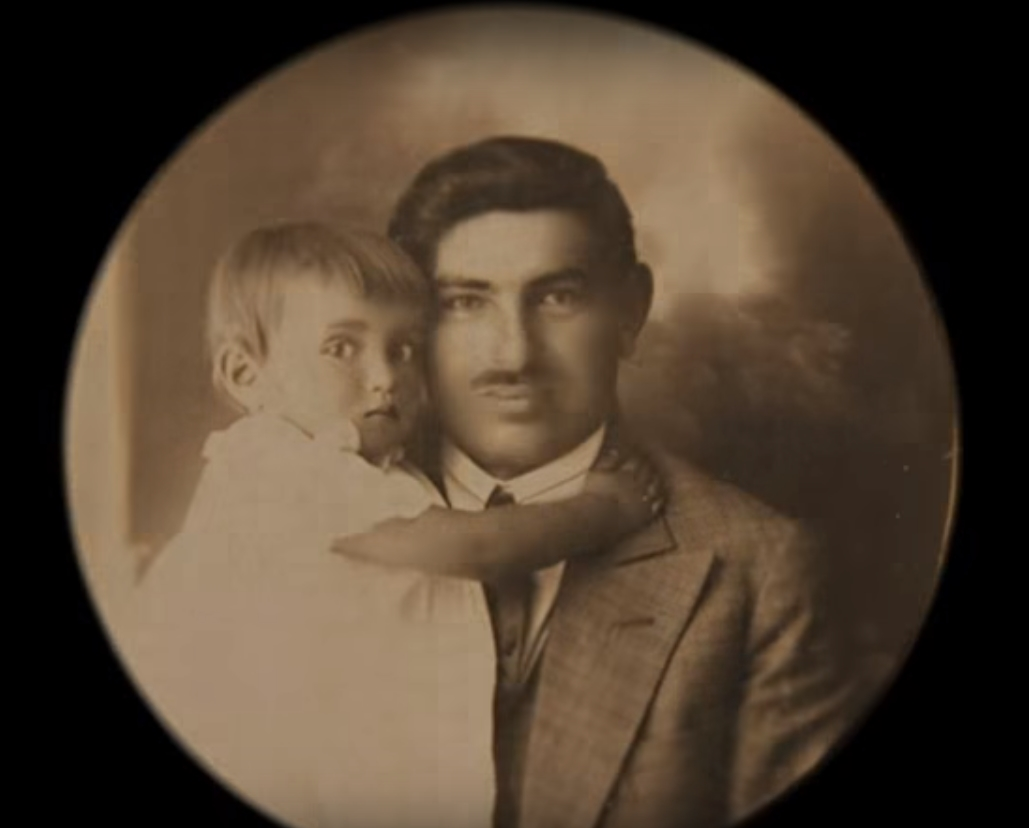

Народився 15 липня 1895 у Любомлі в селянській родині.
В 1910 р. закінчив початкову школу, працював канцеляристом. В 1915 р. мобілізований до царської армії.
В 1917 р. у Житомирі брав участь у формуванні Армії УНР, воював проти більшовиків і поляків. В районі Броди-Радивилів потрапив у польський полон, перебував у таборах для військовополонених у Домб'є і Ланцуті.

### Посол до Сойму Польщі
В 1922 р. брав активну участь у передвиборчій агітації «Блоку національних меншин». До сейму потрапив у 1923 р. замість іншого українського посла М. Пирогова, позбавленого депутатського мандату. Спочатку член «Українського сеймового клубу». З лютого 1924 р. — клуб Українських соціал-демократів, в грудні того ж року не підтримав рішення колег увійти до Комуністичної фракції. Відтак певний час залишався позафракційним (т. зв. «диким» послом), проте в червні 1925 р. повернувся до складу «Українського клубу». Працював у еміграційній та бюджетній сеймових комісіях. Автор 23 інтерпеляцій, 1 раз виступав з сеймової трибуни. До жодних політичних угруповань не належав.
Заснував в Любомлі книгарню «Культура». Це було єдине місце в Любомлі, де можна було отримати українську літературу

### Репресії
За проукраїнську пропаганду в 1930 був заарештований поляками. Певний час знаходився в Луцькій в'язниці. Був звільнений за браком доказів.

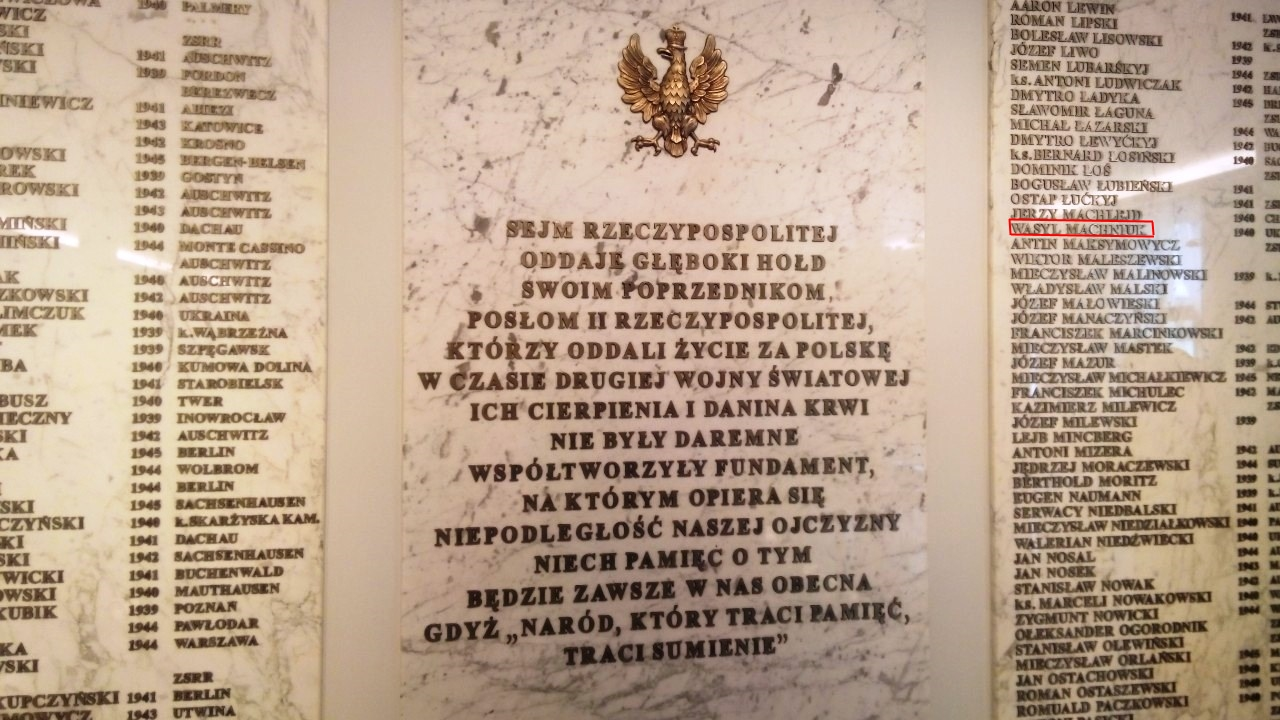

Він разом з другом, що був також чоловіком сестри Василя, Котовичем Іларіоном, разом з яким вони відкрили та тримали ту крамницю, витримали тортури польських слідчих та не визнали своєї провини.

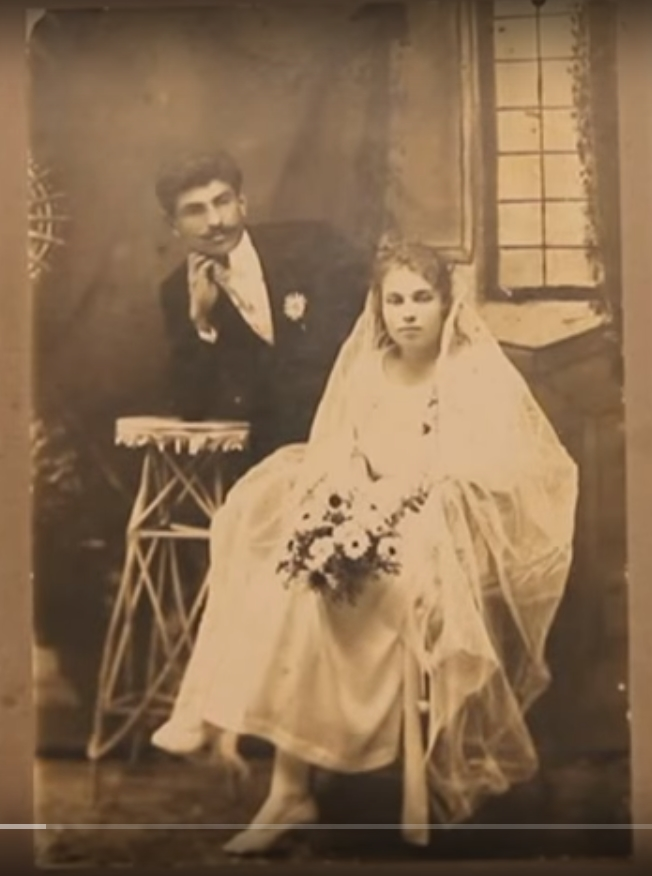

Через 9 років він знову потрапить до тієї ж в'язниці. Цього разу вже радянське НКВС спробує висунути йому звинувачення у співпраці з націоналістами. Його заарештували 24 грудня 1939 р., на католицьке Різдво.
Доказів знову бракує, за півтора року слідство так і не спромоглося висунути йому звинувачення. Всіх колишніх послів(депутатів) Польського Сейму було розстріляно або вислано до таборів, але вироки базувались на різних звинуваченнях, не пов'язаних на пряму з політичною діяльністю. Документальний фільм «Страчене посольство» розповідає про трагічні долі деяких депутатів Польського Сейму, зокрема і Василя Устимовича.
Саме в очікуванні вироку зустрів Василь Мохнюк свою смерть у в'язниці в замку Любарта. 23 червня 1941 року, під час хаотичного відступу радянських військ, були знищені біля двох тисяч в'язнів Луцької в'язниці. Серед тисяч жертв, знищених того дня у в'язниці були ідентифіковані лише кілька сотень. Точне місце поховання Василя Устимовича невідоме.

### Родина
Його родину — дружину Афанасію та двох дітей вже за кілька місяців після арешту Василя, навесні 1940, висилають до Казахстану.
Син Олексій був мобілізований до Червоної Армії та в 1943 році в Брянській області.
Дружина та дочка, повернулись до Львова. Вони облаштували символічну могилу в пам'ять про батька та чоловіка.
Пам'ять про нього також увічнена на меморіалі в Польському Сеймі. Його ім'я стоїть в одному ряду з десятками інших загиблих депутатів Другої Речі Посполитої.